# Hearts Hearts
Hearts Hearts ist eine österreichische Popband aus Wien.

## Bandgeschichte
David Österle und Daniel Hämmerle lernten sich auf der Universität kennen, wo beide Geschichte studiert haben und begannen, gemeinsam Musik zu machen. Gemeinsam mit Johannes Mandorfer und Peter Paul Aufreiter gründeten sie 2012 die Band Hearts Hearts und mit Young erschien 2015 ihr Debütalbum beim Kölner Label Tomlab. Das Album wurde zunächst nur in Europa und später international veröffentlicht. Im Jahr 2016 wurde die Band für den FM4 Award, der im Rahmen des Amadeus Austrian Music Award verliehen wird, nominiert.
Die Band spielte in der Folge auf verschiedenen Festivals, darunter 2018 auf dem Eurosonic Noorderslag dem Reeperbahn Festival, dem popfest und The Great Escape. 2018 erschien mit Goods / Gods das zweite Album von Hearts Hearts, das sie selbst mehr in der Mainstream-Popmusik verorten und als zugänglicher bezeichnen als das Debütalbum. Die zweite Album-Single Sugar / Money erreichte Platz 1 in den Radio-Fm4-Charts. 2019 gingen sie auf Tour und spielten unter anderem auf dem Dynamo Festival in Dornbirn, dem Beserlpark Festival in Mank und dem Sziget Festival in Budapest.
2019 veröffentlichten Hearts Hearts mit Ikarus (I Feel A Change) eine neue Single, bei der sie sich politisch für eine Veränderung der Gesellschaft positionieren. Begleitet wurde die Veröffentlichung mit einem Video, das die Band in Aufnahmen einer Wärmebildkamera darstellt und in die auch Filmausschnitte mit „bekannte[n] AktivistInnen, die für eine alternative Zukunft einstehen, featuring Alexandria Ocasio-Cortez, Emma González und natürlich Greta Thunberg“, sowie „politische Gesichter, die Unverändertes und Rückschrittliches verkörpern: HC, Putin, Farage“.
2024 veröffentlichte Hearts Hearts im April ihr viertes Album This Is What The World Needs mit 11 neuen Titeln, mit dem die Band in der Folge auf Tournee durch Österreich, Deutschland und die Schweiz ging.

## Diskografie
Alben
- 2015: Young (Album, Tomlab)
- 2018: Goods / Gods (Album, Tomlab)
- 2021: Love Club Members (Album, Parramatta)
- 2024: This Is What The World Needs (Album, Parramatta)

Singles
- 2018: Phantom Island (Tomlab)
- 2018: Sugar / Money (Tomlab)
- 2019: Ikarus (I Feel A Change) (Bent Pyramid Records)

## Auszeichnungen
- Amadeus-Verleihung 2021 – FM4-Award[9]

## Belege
1. ↑  HEARTS HEARTS. Abgerufen am 16. November 2021 (amerikanisches Englisch).
2. 1 2 3  Shilla Strelka: Der Leadsänger von Hearts Hearts. Interview mit David Österle auf co-vienna.com, abgerufen am 25. November 2019.
3. 1 2  Nominierung FM4 Award, Nr. 12
4. ↑  Confirmed for Eurosonic 2018: Hearts Hearts auf musicexport.at, 2018; abgerufen am 25. November 2019.
5. 1 2 3  Hearts Hearts auf konvoi.at, abgerufen am 25. November 2019.
6. ↑  Hearts Hearts: „Goods / Gods“ auf musicaustria.at, 11. Mai 2018; abgerufen am 25. November 2019.
7. ↑  Theresa Ziegler: Videopremiere: Hearts Hearts »Ikarus (I Feel A Change)« – Für mehr Wärme auf thegap.at, 28. August 2019; abgerufen am 25. November 2019.
8. ↑  St Gallen VADIAN. NET AG: Hearts Hearts machen Station in Winterthur. Abgerufen am 20. November 2024.
9. ↑  Hearts Hearts sind die Gewinner des FM4 Amadeus Awards 2021. In: ORF.at. 6. Mai 2021, abgerufen am 6. Mai 2021.